# Godineștii de Jos
Godineștii de Jos – wieś w Rumunii, w okręgu Bacău, w gminie Vultureni. W 2011 roku liczyła 254 mieszkańców.